# Gehyra calcitectus
Gehyra calcitectus (карстова дтелла) — вид геконоподібних ящірок родини геконових (Gekkonidae). Ендемік Австралії. Описаний у 2020 році.

## Поширення і екологія
Карстові дтелли відомі з трьох ізольованих вапнякових гірських масивів, що лежать уздовж південного та західного краю регіону Кімберлі на північному заході Західної Австралії, зокрема в горах Піллара поблизу станції Гоугоу. Вони живуть у тріщинах серед вапнякових скель.